# Węgry (województwo pomorskie)
Węgry (dawniej: niem. Wengern) – osada popegeerowska w Polsce położona w województwie pomorskim, w powiecie sztumskim, w gminie Sztum w pobliżu Nogatu. W bezpośrednim sąsiedztwie wsi znajduje się rezerwat Parów Węgry.
W miejscowości zachował się kompleks budynków folwarcznych, m.in. gorzelni.
Wieś szlachecka położona była w II połowie XVI wieku w województwie malborskim. W latach 1975–1998 miejscowość należała administracyjnie do województwa elbląskiego.
Nazwa Węgry pojawiła się po raz pierwszy w źródłach w 1530 r., kiedy to król Zygmunt I Stary zezwolił Janowi Balińskiemu na budowę „kanału w kierunku wsi swojej Polski Brunswald alias Wanger”. 

## Grodzisko w Węgrach
W pobliżu miejscowości w latach 60.-70. XI w., a więc w czasie odzyskania zwierzchności nad Pomorzem Wschodnim przez polskiego księcia Kazimierza Odnowiciela, powstał gród obronny. Po utracie zwierzchnictwa nad Pomorzem Wschodnim za panowania Bolesława Śmiałego tereny znajdujące się na wschód od dolnej Wisły znalazły się we władaniu lokalnych, pomorskich władców. Podstawowym elementem obronnym grodu był dookolny wał o długości 175 m otaczający całe założenie. Na odcinku zachodnim nasyp miał największe rozmiary i dochodził do 16 m szerokości u podstawy. Wał wzniesiono na uprzednio przygotowanym podkładzie kamienno-glinianym i był zbudowany głównie w konstrukcji przekładkowej. W niektórych miejscach odnotowano pozostałości konstrukcji skrzyniowej. Prawdopodobnie przy szerokości podstawy sięgającej 16 m, wydaje się, że wysokość umoceń wynosiła przynajmniej 5 metrów. Powierzchnia zespołu grodowego wynosiła 525 arów, z czego 37 arów zajmował gród, zaś pozostały obszar 488 arów to podgrodzie. Średnica grodu razem z wałami wynosiła około 60 m (37 arów), sam majdan zajmował powierzchnię owalu o wymiarach 40x38 m (16 arów). Wnętrze grodu, a więc jego część użytkowa, to owalny plac o wymiarach 40x38 m. Centralna część majdanu była wolna od jakiejkolwiek zabudowy. Budynki mieszkalne rozmieszczone były wzdłuż wewnętrznej linii wałów. Ufortyfikowana osada w latach 60. XII wieku została zniszczona przez pożar, prawdopodobnie w wyniku najazdu jednego z plemion Prusów.  
Kompleks osadniczy w Węgrach był ośrodkiem kluczowym dla kształtowania się stosunków osadniczych i kulturowych na obszarze prawobrzeżnego dorzecza dolnej Wisły od lat 60.–70. XI do lat 60. XII w. W pobliżu krzyżowały się szlak nogacki i szlak drożny wiodący z ziem pruskich na zachód przez Żuławy w kierunku Gorzędzieja i dalej szlakiem zwanym "via regia" przez Pruszcz Gdański, Święty Wojciech do Gdańska. Ośrodek ten znaczenie swe zawdzięczał głównie położeniu przeprawy przez rzekę Nogat, od której prowadziła droga do przeprawy gorzędziejsko-słońskiej i dalej przez Lubiszewo i okolice Świętego Wojciecha do Gdańska. Tym samym umożliwiał kontrolę szlaku nogackiego oraz przeprawy przez Żuławy. W tym kontekście szczególnie ważne było istnienie przystani portowej, która prawdopodobnie znajdowała się w pobliżu styku „Parowu Węgry” i starorzecza Nogatu. W świetle wyników przeprowadzonych badań i analiz omawiany zespół osadniczy jawi się jako multifunkcyjny ośrodek dużej rangi, pełniący rolę centrum życia społeczno-publicznego dla słowiańskiej społeczności zamieszkujących na wschodnim brzegu dolnej Wisły. Sięgające 16 m szerokości wały grodu zapewniały doskonałą obronę. O militarnym aspekcie funkcjonowania ośrodka świadczą również odkryte w nawarstwieniach grodziska elementy uzbrojenia, rzędu końskiego i sprzętu jeździeckiego (groty włóczni, tok włóczni, groty strzał, pięć toporów, dwie ostrogi, trzy fragmenty wędzideł). W grodzie prowadzono także produkcję gospodarczą. Uzyskano dowody wykonywania zajęć wytwórczych: garncarstwa, obróbki drewna, przędzalnictwa, obróbki surowców kamiennych, prawdopodobnie obróbki bursztynu oraz poroża i kości. Istnieją również dość istot-ne przesłanki pozwalające upatrywać istnienia ośrodka produkcyjnego żelaza oraz obróbki żelaza i metali kolorowych. Świadczą o tym przede wszystkim odkryte piece, półfabrykaty w postaci prostokątnych brył żelaza, żużle żelazne, a także tygielki odlewnicze. Istotną rolą grodu była jego funkcja handlowa. Czynności związane z wymianą handlową były jedną z podstawowych relacji społecznych determinujących rozwój społeczno-gospodarczy we wczesnym średniowieczu. Z wymianą łączy się powszechnie znaleziska wag, odważników i pojedynczych monet. W nawarstwieniach grodziska natraﬁono na dwa odważniki wagowe w brązowych koszulkach i XI-wieczny srebrny denar niemiecki. Dodatkowo funkcję ośrodka jako miejsca wymiany wspiera lokalizacja na skrzyżowaniu szlaków, przy przeprawie przez Nogat.  
W czasie badań archeologicznych w 2015 roku odkryto nowe konstrukcje znajdujące się pod ziemią oraz ustalono przebieg wałów. W trakcie kolejnych badań odkryto elementy uzbrojenia - ostrogi, topory, groty włóczni, bogato zdobione poszewki do noży, jak również przęślik z napisem wykonanym pseudocyrylicą. 